# 小川善美
小川 善美（おがわ よしみ、1965年 - ）は日本の実業家。ネットインデックス（現・ネクスグループ）会長、アトラス（旧社）副社長、一般社団法人デジタルメディア協会副理事長、一般社団法人モバイル・コンテンツ・フォーラム代表理事、インデックス（旧社）代表取締役社長社長などを歴任した。

## 人物・経歴
東京都出身。東京都立国立高等学校を経て、1989年一橋大学法学部卒業、日商岩井（現双日）に入社。一橋大学では硬式テニス部に所属。
1年先輩に楽天会長兼社長の三木谷浩史、2年先輩に漫画家の吉住渉がいた。
日商岩井では経営企画部に配属。1992年日商岩井広報部に異動。1993年株式会社POVアソシエイツメディア事業本部長に出向。1998年退社。
1998年インデックス入社、取締役に就任。2000年からインデックス代表取締役副社長を務めた。
2002年インデックス代表取締役社長に就任。上場企業の女性社長としては最年少だった。タカラとともに「バウリンガル」などを企画。2003年日経ウーマンウーマンオブ･ザ･イヤー大賞受賞、2004年ヴーヴ・クリコビジネス・ウーマン･オブ・ザ・イヤー賞受賞。
2006年インデックス・ホールディングス社長を退任し、同社取締役及び子会社インデックスの社長に降格。2008年インデックス・ホールディングス代表取締役副社長に就任。同年傘下のネットインデックス（現：ネクス）代表取締役会長及び株式会社アトラス（旧社）取締役に就任。2009年株式会社アトラス代表取締役副社長。2009年インデックス代表取締役会長、2010年インデックス・ホールディングス代表取締役社長兼ネットインデックス取締役会長。2010年ロッソインデックス取締役兼務。
ネットインデックス並びにロッソインデックスは後に株式譲渡によりインデックスグループを離脱し、インデックス自体も2013年6月に民事再生法を申請し、7月に民事再生手続開始決定を受けた。2013年11月に実施されたインデックスの新旧分離に伴い、事業はすべてセガ（後のセガホールディングス）の子会社である新：インデックス（後のアトラス〈新社〉並びにインデックス〈2代目、後のiXIT〉）へ譲渡され、旧：インデックスは民事再生手続を継続したものの、2014年4月30日に民事再生手続廃止決定を受け、小川自身も同年7月31日に旧：インデックスの破産手続開始決定を受けた事に伴い、旧：インデックス代表取締役社長を失職した。
小川自身も2014年5月28日に、金融商品取引法違反（有価証券報告書の虚偽記載）の容疑で、夫である旧：インデックス元代表取締役会長の落合正美とともに東京地検特捜部に逮捕され、同年6月17日に落合正美とともに東京地検特捜部に金融商品取引法違反（有価証券報告書の虚偽記載）で起訴された。2015年6月8日に東京地裁で初公判が開かれ、2016年6月14日に東京地裁で行われた第一審判決で懲役3年の求刑に対し、懲役3年、執行猶予4年の有罪判決が言い渡された。小川は東京高裁へ控訴したが、2017年11月7日に東京高裁で行われた第二審判決で、小川の控訴を棄却する判決が言い渡された。